# Обыск
О́быск — в уголовном процессе следственное действие, состоящее в обследовании помещений либо лиц (личный обыск) в целях обнаружения предметов (документов), имеющих какое-либо значение для уголовного дела.

## Юридический аспект
Обыск помещений может производиться в целях обнаружения лиц, вещественных доказательств и материалов, имеющих отношение к делу. Основанием производства обыска является наличие сведений, указывающих на то, что у лица или в помещении могут находиться предметы (документы), важные для расследования уголовного дела.
Обыск жилища и личный обыск должны производиться только с разрешения суда.
В исключительных случаях, не терпящих отлагательства, обыск жилища может производиться без разрешения суда. В таком случае в течение 3 суток с момента начала обыска следователь обязан уведомить об этом суд по месту производства обыска или по месту производства предварительного следствия и представить копию постановления о производстве обыска без разрешения суда и протокол обыска. В случае, если производство обыска будет признано незаконным, все добытые в ходе него доказательства считаются недопустимыми.
Личный обыск может производиться без разрешения суда в случаях: при задержании лица в качестве подозреваемого (обвиняемого) в совершении преступления и когда обыскиваемое лицо находится в помещении, где производится обыск.
Обыск иных помещений не требует разрешения суда.
Обыск с целью изъятия предметов (документов), содержащих государственную тайну и иную охраняемую федеральным законом информацию, производится с согласия суда. К иной охраняемой федеральным законом информации относятся следующие её виды: коммерческая тайна, налоговая тайна, следственная тайна, тайна усыновления, медицинская тайна, тайна персональных данных (конфиденциальные сведения), банковская тайна, сведения, полученные аудиторами при осуществлении профессиональной деятельности.
Производство личного обыска и обыск помещений, занимаемых лицами, относящимися к категориям, в отношении которых главой 52 Уголовно-процессуального кодекса РФ предусмотрен особый порядок уголовного судопроизводства, производится с особенностями, установленными данной главой. Различным категориям специальных субъектов предоставлены свои дополнительные гарантии неприкосновенности. Кроме того, обыск адвокатов и занимаемых ими помещений во всех случаях может производиться только с разрешения суда.
Иногда на обысках присутствуют понятые.

### Личный обыск
Личный обыск — это урегулированное уголовно-процессуальным правом, обеспеченное государственным принуждением действие, заключающееся в непосредственном обследовании тела обыскиваемого, в том числе естественных отверстий человека, находящейся на нем одежды и при нем — ручной поклажи в целях нахождения и изъятия предметов, имеющих значение для уголовного дела, а также свидетельств их принадлежности конкретному лицу.
Основанием для производства личного обыска является наличие достаточных данных полагать вероятность нахождения орудия преступления, предметов, документов и ценностей, которые могут иметь значение для уголовного дела (ст.184 п.1).
Фактические основания производства личного обыска отличаются от фактических оснований иных видов обыска лишь объектом исследования, местом вероятного выявления необходимых сведений. Объектом исследования при проведении личного обыска могут быть: тело человека, его одежда и ручная поклажа.
Личный обыск производится без соответствующего постановления при задержании лица или заключении его под стражу, а также при наличии достаточных оснований полагать, что лицо, находящееся в помещении или ином месте, в котором производится обыск, скрывает при себе предметы или документы, которые могут иметь значение для уголовного дела. (ст. 184 п.2)
Обнаружение и изъятие в процессе личного обыска осуществляется как на теле, так и в теле обыскиваемого лица.
Изъятие в теле производится лишь в исключительных случаях при условии, когда:
- проникновение в тело не станет причиной получения обыскиваемым лицом не предусмотренного законом физического и иного вреда;
- исследованию подвергаются естественные и иные отверстия (полости), имеющиеся в теле человека;
- содержание отверстий доступно внешнему наблюдению как следователя (дознавателя), так и другим лицам, участвующим в производстве личного обыска[2].

Для осуществления безотлагательного личного обыска следователю (дознавателю) достаточно вынести постановление. Затем в течение 24 часов с момента личного обыска требуется лишь уведомить судью и прокурора о проведении личного обыска (согласно форме уведомления в приложении N 35 к ст. 476). К уведомлению прилагаются копии постановления о производстве личного обыска и протокола личного обыска для проверки законности решения о производстве личного обыска.
Решение суда для производства личного обыска требуется лишь при отсутствии оснований для обыска, перечисленных в статье 184 УПК РФ.
Личным обыском, не терпящим отлагательств, является необходимость личного обыска в случаях:
- внезапного возникновения фактических оснований личного обыска
- возможно, происходит уничтожение предметов, имеющих отношение к уголовному делу
- личный обыск требуется для пресечения возможных преступных действий
- отлагательство может привести к потере сведений, вероятно, имеющих значение для уголовного дела[2].

В случае, если личный обыск не потеряет своего значения и после прошествия суток и более, следственное действие, как правило, не признается не терпящим отлагательства (ч. 5 ст. 165 УПК РФ). В данном случае для проведения личного обыска следователю либо дознавателю потребуется судебное решения. Однако, как правило, оценка безотлагательности является исключительным правом следователя (дознователя) и является точной величиной.
Кроме того, в обязательном порядке производится личный обыск подозреваемых и обвиняемых лиц, поступивших в изоляторы временного содержания (ИВС) «с целью обнаружения и изъятия у них предметов, веществ и продуктов питания, запрещенных к хранению и использованию либо не принадлежащих данному лицу». Аналогично производится личный обыск всех лиц, поступивших в следственные изоляторы (СИЗО). Однако личный обыск как следственное действие нужно отличать от режимного мероприятия — личного обыска, проводимого в ИВС и СИЗО и направленного на обеспечение внутреннего распорядка в этих учреждениях.

#### Защита прав, чести и достоинства при личном обыске
- Личный обыск производится лицом одного пола с обыскиваемым и в присутствии понятых того же пола. (ст.184 п.3)
- Перед осуществлением личного обыска требуется удостовериться, что в процессе и в результате личного обыска не будут нарушены те права и законные интересы как участвующих в следственном действии, так и других лиц, ограничение которых не предусмотрено уголовно-процессуальным законом
- Личный обыск не может выполняться, если он станет причиной унижения чести и достоинства участвующих в личном обыске лиц, а также окружающих
- При осуществлении личного обыска запрещается ставить под угрозу здоровье и жизнь обыскиваемого и других граждан[5].
- Судья не позднее 24 часов с момента поступления к нему уведомления о безотлагательном обыске и приложенных к нему документов (протокол личного обыска) проверяет законность произведенного обыска и выносит постановление о его законности или незаконности. Судья может признать личный обыск незаконным, в таком случае все доказательства, полученные в ходе личного обыска, являются недопустимыми и не учитываются (ч. 1 ст. 75 УПК РФ).

#### Интересные факты
Личный обыск зачастую путают с уголовно-процессуальным освидетельствованием, которое является совершенно иным, самостоятельным следственным действием.
Основные отличия личного обыска от освидетельствования:
- Наименование следственного действия.
- Правовая основа. Для личного обыска это статьи 29, 92, 93, 164—167, 170, 182, 184, 450, 453, приложения N 28 — 30, 35, 36 к ст. 476 УПК РФ, для освидетельствования — статьи 56, 146, 164, 166, 167, 179, 180, 290, 453, приложения N 69, 70 к ст. 476 УПК РФ.
- Перед личным обыском стоит задача не только обнаружения, но и изъятия объектов, при освидетельствовании — только обнаружения.
- По общему правилу решение о производстве личного обыска принимает суд, а не следователь (дознаватель и др.). Решение о производстве освидетельствования на стадии предварительного расследования суд принять не может.
- При личном обыске исследуется не только тело человека, но и одежда, и ручная поклажа. При освидетельствовании — лишь то, что находится на теле человека (содержится в биологических жидкостях, тканях и т. п. человеческого тела).
- Личный обыск не может быть осуществлен в отношении потерпевшего и (или) свидетеля. Освидетельствование проводится по отношению ко всем подозреваемым, обвиняемым, потерпевшим, свидетелям.
- При задержании лица или заключении его под стражу, а также при наличии достаточных оснований полагать, что лицо, находящееся в месте, в котором производится обыск, скрывает при себе предметы, которые могут иметь значение для уголовного дела, личный обыск может выполняться без вынесения постановления. О производстве освидетельствования постановление выносится в любом случае (ч. 2 ст. 179 УПК РФ).
- Личный обыск любого лица, даже не являвшегося до этого субъектом уголовного процесса на месте производства обыска, возможен при условии, когда лицо, вероятно, скрывает при себе предметы, потенциально имеющие значение для уголовного дела.
- Личный обыск выполняется в обязательном порядке при задержании подозреваемого.
- При освидетельствовании с обнажением лица, все участники освидетельствования, за исключением врача, должны быть одного пола с освидетельствуемым. При личном обыске врач может быть любого пола.

Так же не стоит путать обыск с досмотром. Отличительные признаки досмотра:
- При досмотре не может быть нарушена целостность досматриваемых предметов, как то ткани одежды, ручной клади и т. п., соединяющие их швы, конструкции зданий, сооружений, транспорта и т. п.

## Права обыскиваемого
Обыскиваемому важно знать свои права, независимо от того, обыскивается ли его жилище, он сам (его одежда) или его автомобиль,
и независимо от того, соблюдаются ли эти права или нарушаются.
В частности, рекомендуется выписать данные обыскивающих до начала обыска . Обыскиваемому может существенно помочь даже простое упоминание о его правах.

## Политический аспект
В СССР обыск являлся также основным способом борьбы с самиздатом и тамиздатом, как средство выявления диссидентов и изъятия литературы, содержащей компромат на членов КПСС или КГБ, а зачастую и просто литературных произведений, которые власти по каким-либо причинам считали нежелательными. Изготовление и распространение (как и изъятие при обысках) таких «нежелательных» материалов стало особенно популярным в эпоху застоя, когда многие представители интеллигенции, поняв доклад Хрущёва на XX съезде КПСС буквально, то есть как разрешение пользоваться свободой информации, декларированной в конституции не сумели (или не пожелали) перестроиться, когда кончилась Хрущевская оттепель (1956—1966) и начался Брежневский застой (1968—1988). К таким людям приходили с обыском и забирали копии оконченных трудов, а заодно и черновики, которые могли бы быть использованы при написании новых документов или литературных произведений, уклоняющихся от генеральной линии коммунистической партии.
В частности, так в 1965 году при обыске был изъят архив Солженицына, и писатель начал распространять свои произведения в самиздате и тамиздате, чтобы избежать изъятия при обысках всех экземпляров, имевшихся у друзей. Обычно литература, изымаемая при обыске, объявлялась клеветнической или антисоветской.
Обыски с целью выявления и изъятия нежелательной информации проводились сотрудниками прокуратуры или КГБ; их летопись велась в самиздатском журнале Хроника Текущих Событий, за которым КГБ охотился собенно активно. Как ни парадоксально, такая активность КГБ иногда способствовала оперативному распространению «Хроники»; каждый участник пытался перепечатать или хотя бы прочесть очередной выпуск, раздать его друзьям до того, как к нему придут с обыском.
В эпоху горбачевской гласности и президентства Ельцина обыски как мера политического давления практически не применялись.
В 2007 году обыски начал вновь применяться для контроля информации; теперь уже для изъятия серверов, на которых нежелательная информация (компромат) была доступна пользователям сети Интернет. Юридический статус таких обысков не всегда ясен. Некоторые авторы отмечают всплеск обысков в мае 2007 года и внезапный характер обысков, в частности, уже после того, как заявка на удаление компромата с сервера была удовлетворена

.